# シェヌ＝ブール

シェヌ＝ブールの紋章

シェヌ＝ブール（Chêne-Bourg）はスイス連邦・ジュネーヴ州の東部にある基礎自治体（コミューン）。ジュネーヴ州のシェヌ＝ブジュリー、トネ、ヴァンドゥーヴルのコミューンに囲まれている。
コミューンの墓地にはピアニスト、ディヌ・リパッティの墓がある。

## データ
- 面積:1.32 km²
- 人口:7886人(2008年1月)